# Paleobiologia

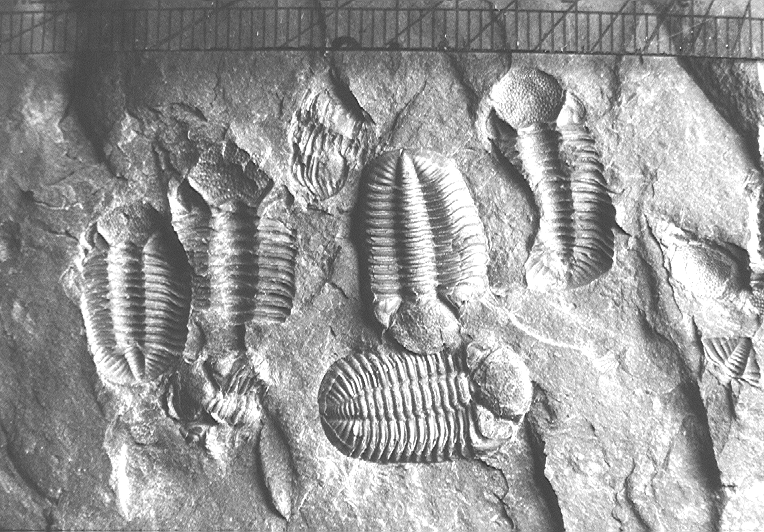
Fòssils de trilobits, un grup d'artròpodes extints del Paleozoic.

La paleobiologia és la branca de la paleontologia que estudia la vida, en tots els seus aspectes, del passat geològic de la Terra. Juntament amb la tafonomia i la biocronologia, la paleobiologia és una de les tres subdivisions de la paleontologia.

## Divisions de la paleobiologia
La paleobiologia no és més que l'estudi biològic dels organismes del passat geològic per mitjà de l'estudi dels seus fòssils, per la qual cosa se subdivideix, essencialment, en les mateixes disciplines que la biologia però vistes des d'una perspectiva paleontològica: la paleozoologia, la paleobotànica, la paleoecologia, la paleoanatomia, la paleoneurologia...
Mentre que la paleozoologia i la paleobotànica se centren en grups biològics (animals i plantes), la paleoecologia és una disciplina transversal que se centra en l'estudi dels ecosistemes del passat, és a dir, que estudia les relacions entre els organismes del passat d'un mateix temps, i les relacions entre aquests organismes i els ambients en què vivien.
Altres disciplines paleobiològiques més amples, que no es limiten a un determinat grup taxonòmic, són, per exemple: la macropaleontologia, que estudia els fòssils visibles a ull nu; i la micropaleontologia, que estudia fòssils de mida reduïda que requereixen un microscopi per ser ben estudiats.
La palinologia, o estudi del pol·len i espores fossilitzats, es troba a cavall entre la paleobotànica i la micropaleontologia.